# Lennusadam
Il Lennusadam (in italiano: "porto idrovolanti") è una parte del porto di Tallinn. La zona del porto è interessante per i suoi monumenti storici e architettonici, tra cui quello degno di maggior nota è l'hangar per gli idrovolanti (1916-1917), che ospita parte del Museo Marittimo Estone. Dal 2012 l'hangar degli idrovolanti restaurato è aperto al pubblico. Nel museo sono esposti oggetti collegati con la storia marittima estone, tra cui anche il sommergibile estone Lembit.

## Storia
- 1916-1917: fondazione del complesso come parte del sistema protettivo del Golfo di Finlandia con il nome di Peeter Suure merekindlus (in italiano Castello Marittimo di Pietro I il Grande della Russia).
- 1919: dopo l'indipendenza dell'Estonia, il porto è passato all'esercito estone, ed è stata formata una squadra di aviazione navale.
- 1940: la zona è stata utilizzata dall'Armata Rossa, e dopo la guerra il porto ha ospitato l'amministrazione delle costruzioni della Flotta del Baltico.[1]
- 1993: il porto è passato sotto la gestione del Ministero della Difesa dell'Estonia, ma a causa di una appropriazione illegale e vari processi, gli edifici del porto sono potuti diventare di proprietà dello stato solo nel 2006.[2]
- 2006-2008: riorganizzazione della zona.
- 2010-2012: restauro dell'hangar - apertura del museo

## L'hangar

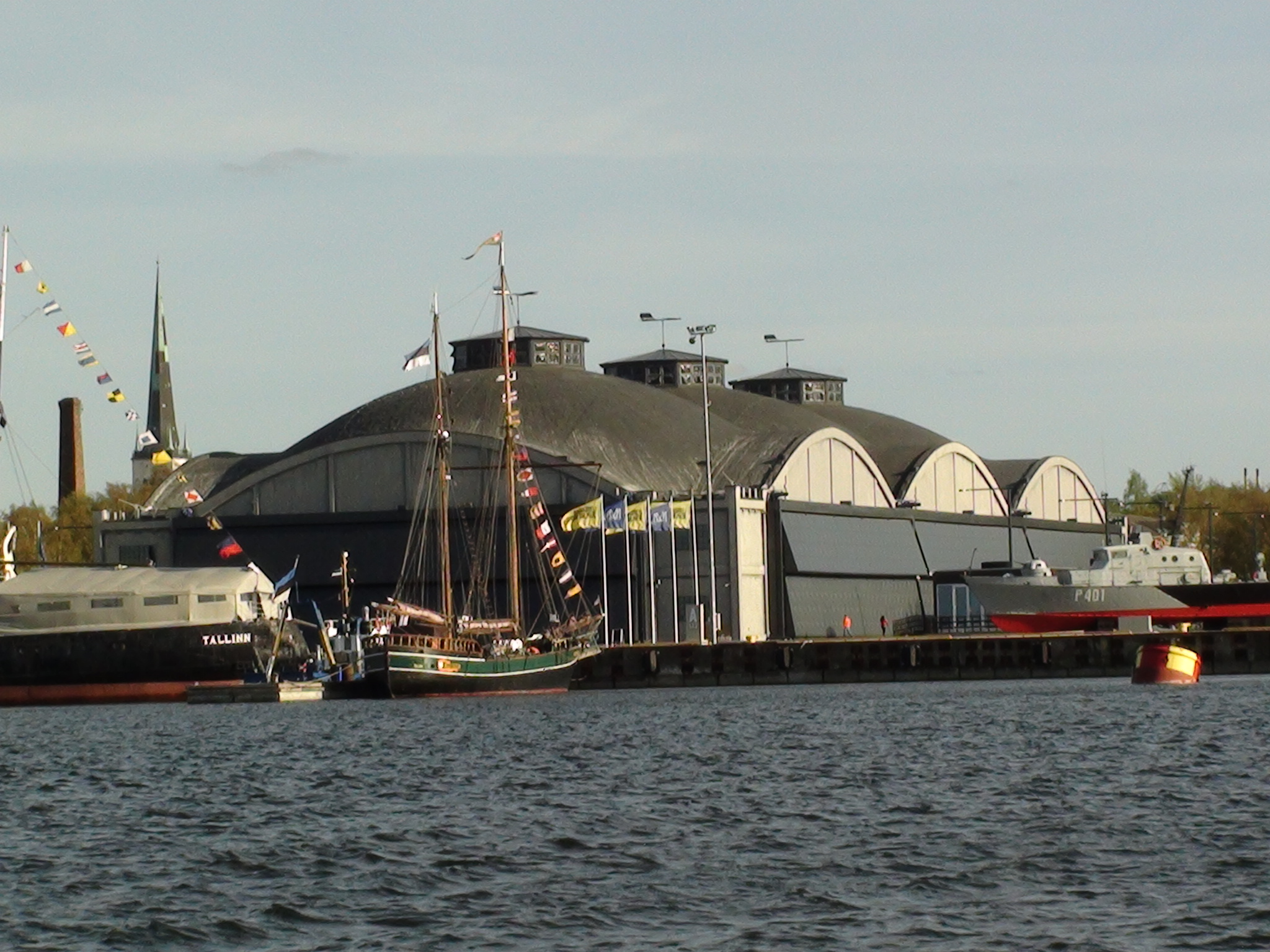
L'hangar visto dal mare

L'hangar idrovolanti (in estone: Vesilennukite hangaarid) è la prima grande struttura al mondo costruita come guscio in cemento armato. L'edificio è stato costruito fra il 1916 e il 1917 come hangar per idrovolanti. L'edificio è particolare perché è stato il primo edificio al mondo costituito da una cupola di calcestruzzo armato senza nessun colonna di sostegno all'interno. Il suo progetto di Christiani & Nielsen è stato anche di esempio per il Teatro dell'opera di Sydney.

## Il museo

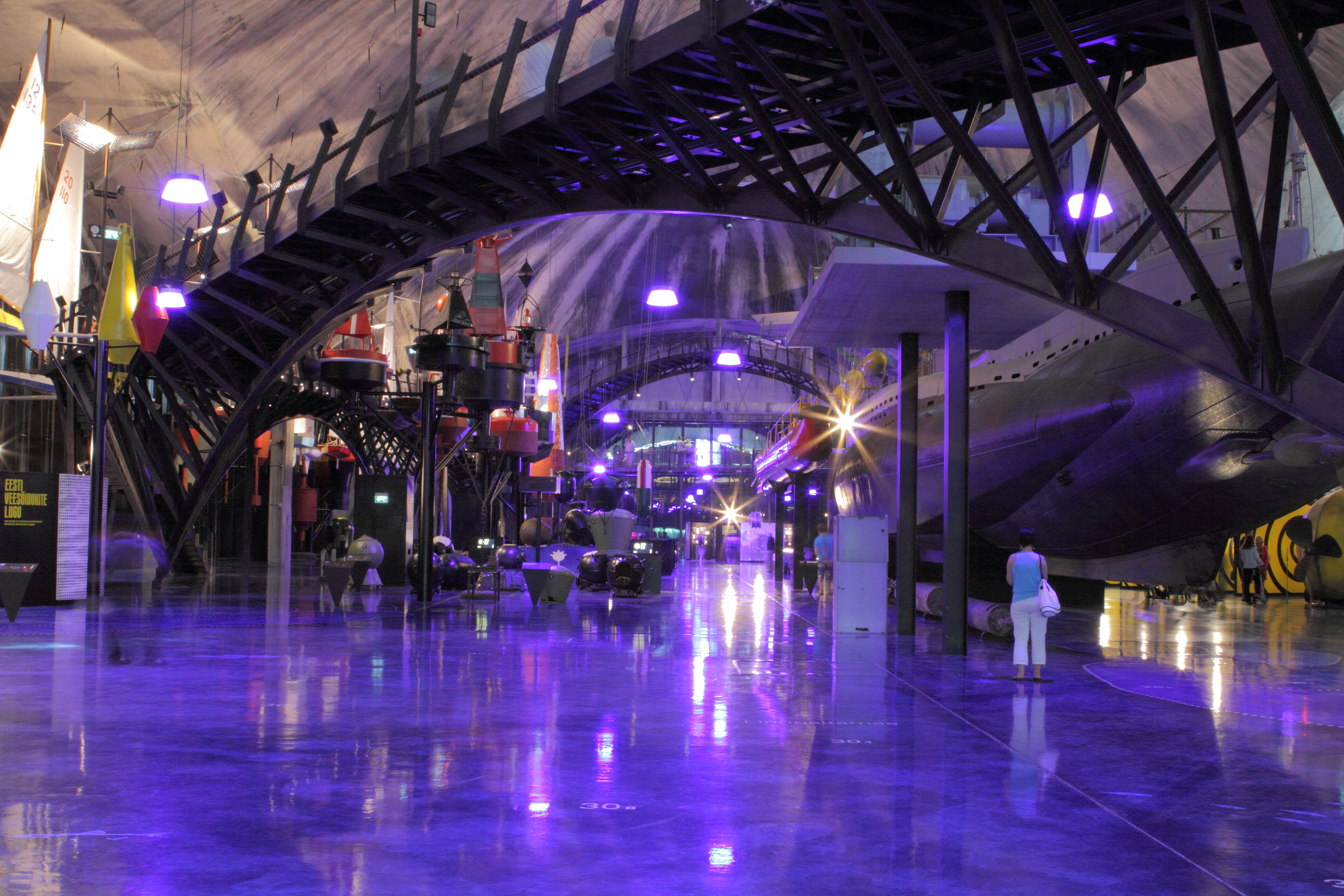
L'interno del museo del Lennusadam

Il museo è stato aperto nel 2012 su un'area di più di 5000 m2 dove si trovano più di 200 reperti collegati con la storia della guerra e della navigazione. Uno degli oggetti più notevoli esposti nel museo è il sommergibile estone Lembit (costruito nel 1934-36). Nel museo si trova anche l'unica riproduzione a grandezza naturale dell'idrovolante britannico Short Type 184 che è stato ampiamente usato prima della seconda guerra mondiale, ma del quale non è rimasto nessun esemplare al mondo.

## Esposizione esterna
All'esterno del museo si trova un'ampia collezione di navi, tra cui alcune di valore storico. Nell'esposizione è presente anche la Suur Tõll (1914), il più antico rompighiaccio con motore a vapore.

## Galleria d'immagini

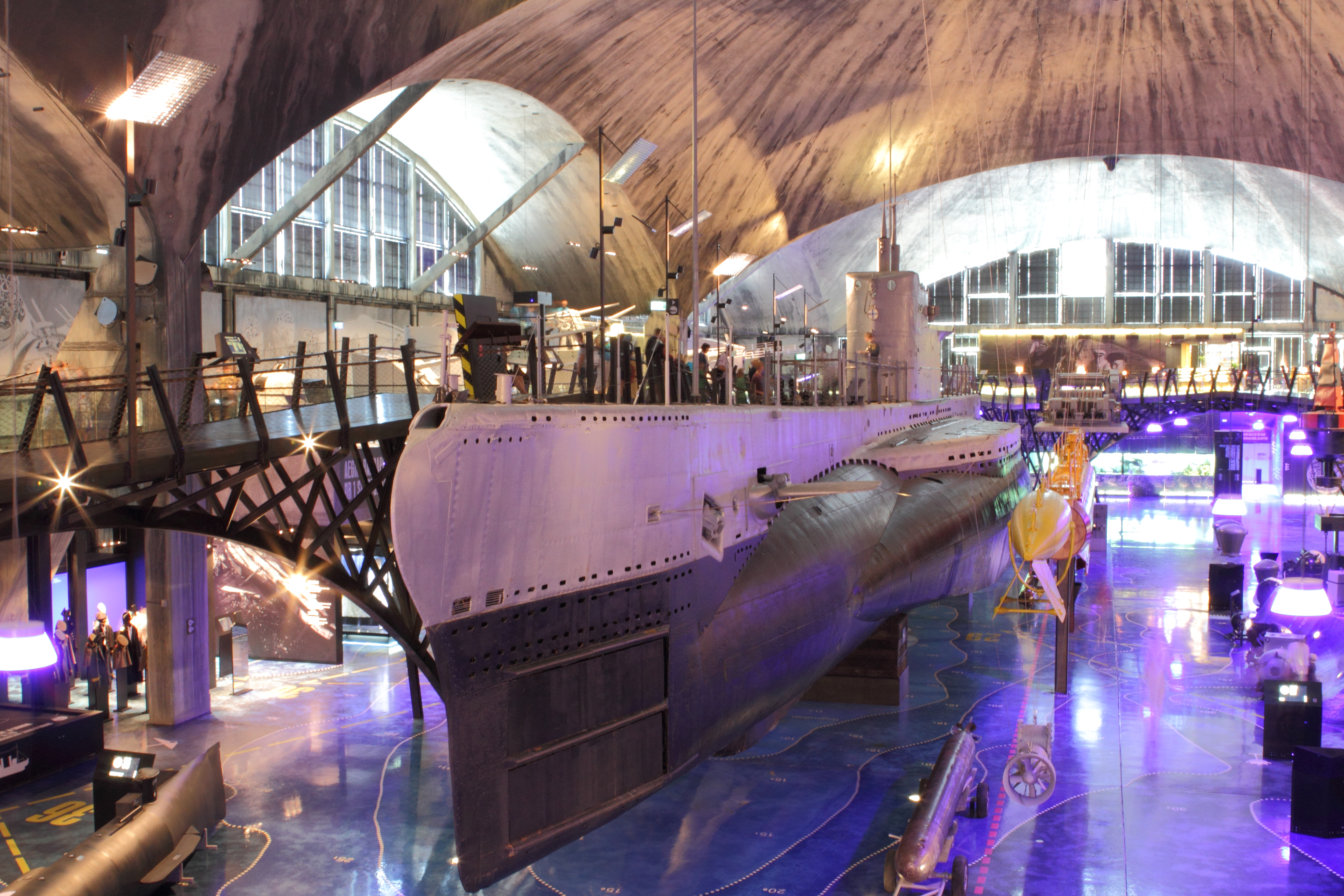
L'interno del museo, con il sottomarino Lembit
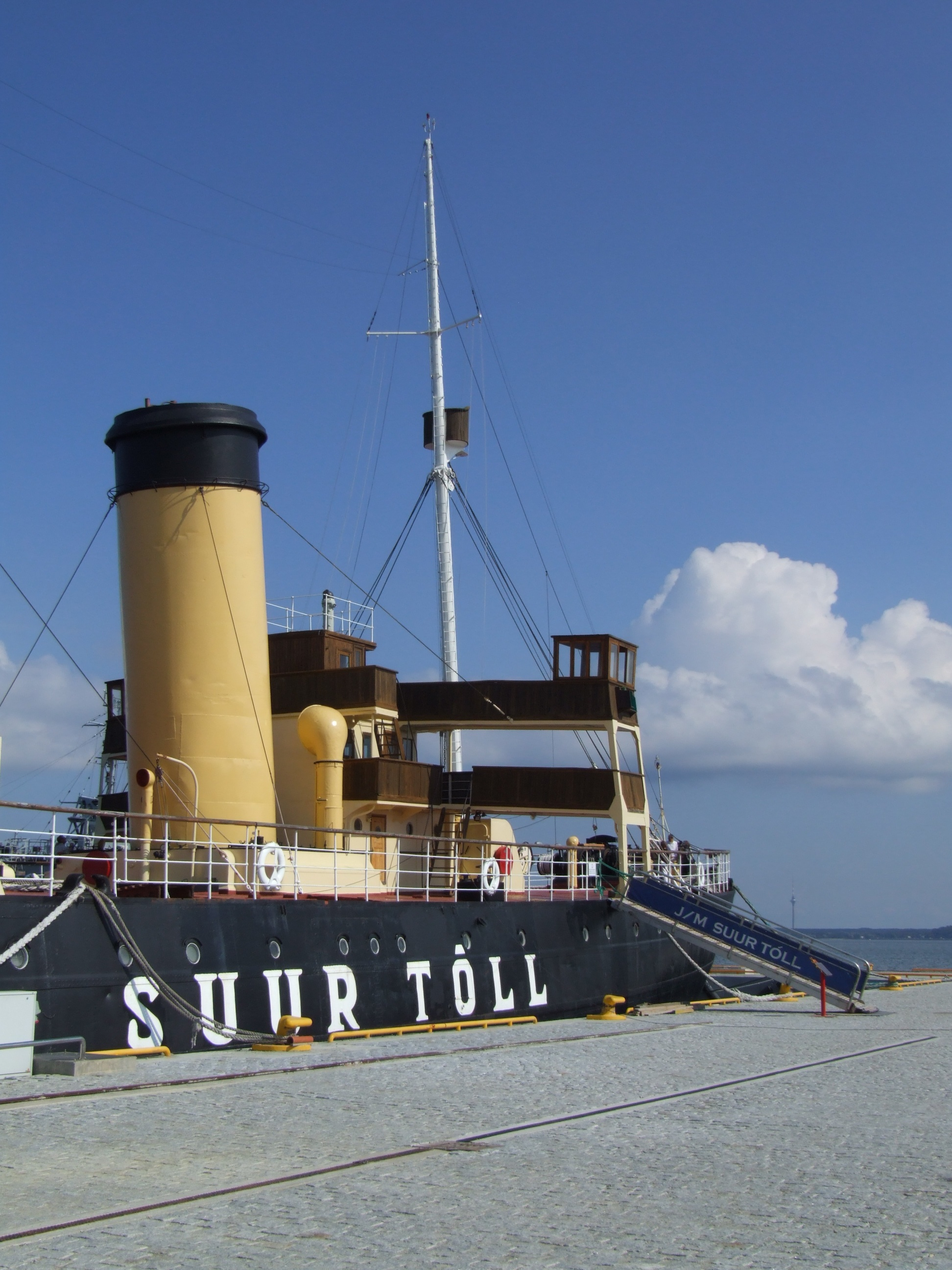
Il rompighiaccio Suur Tõll
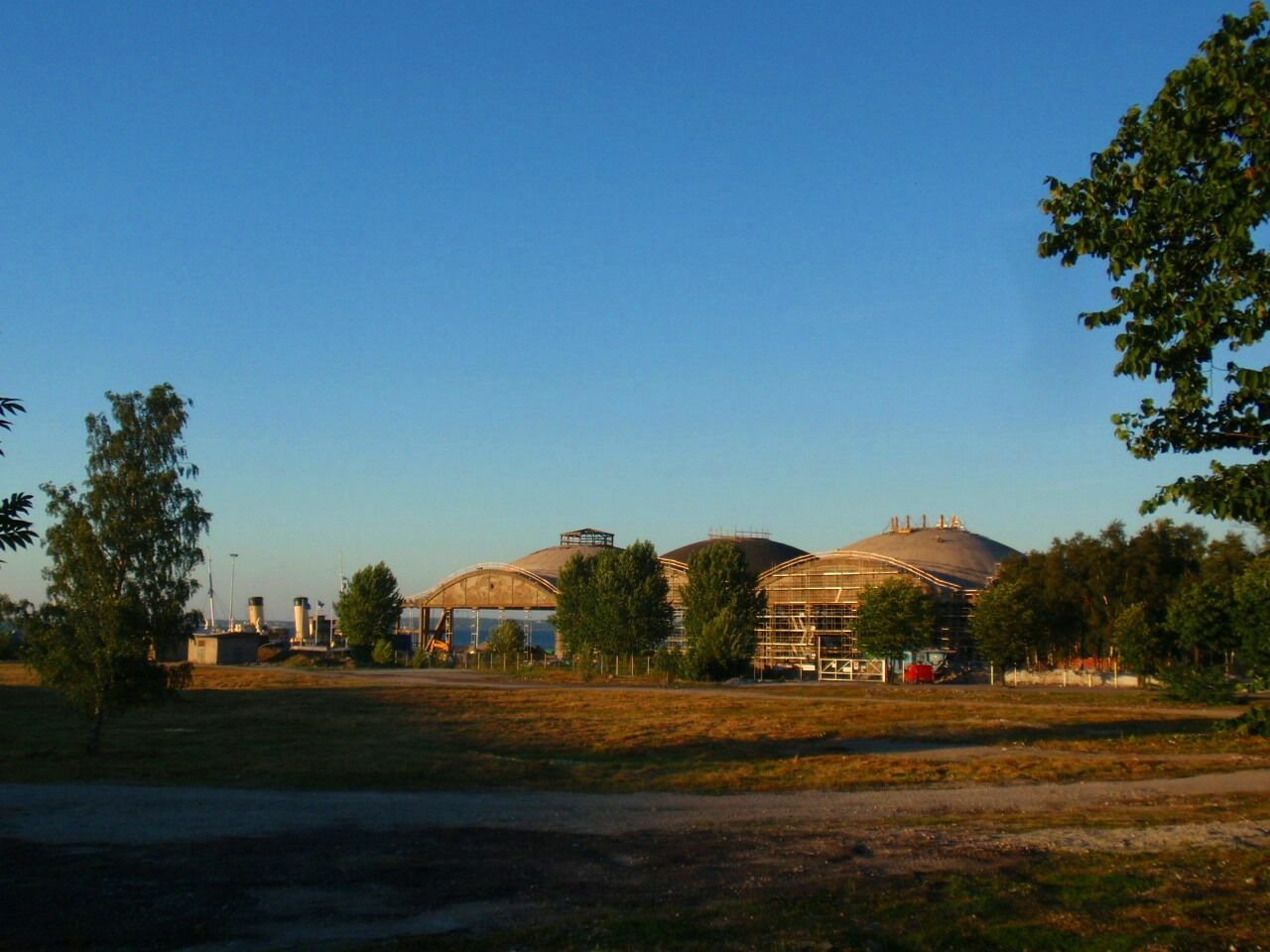
Lavori di restauro sull'hangar
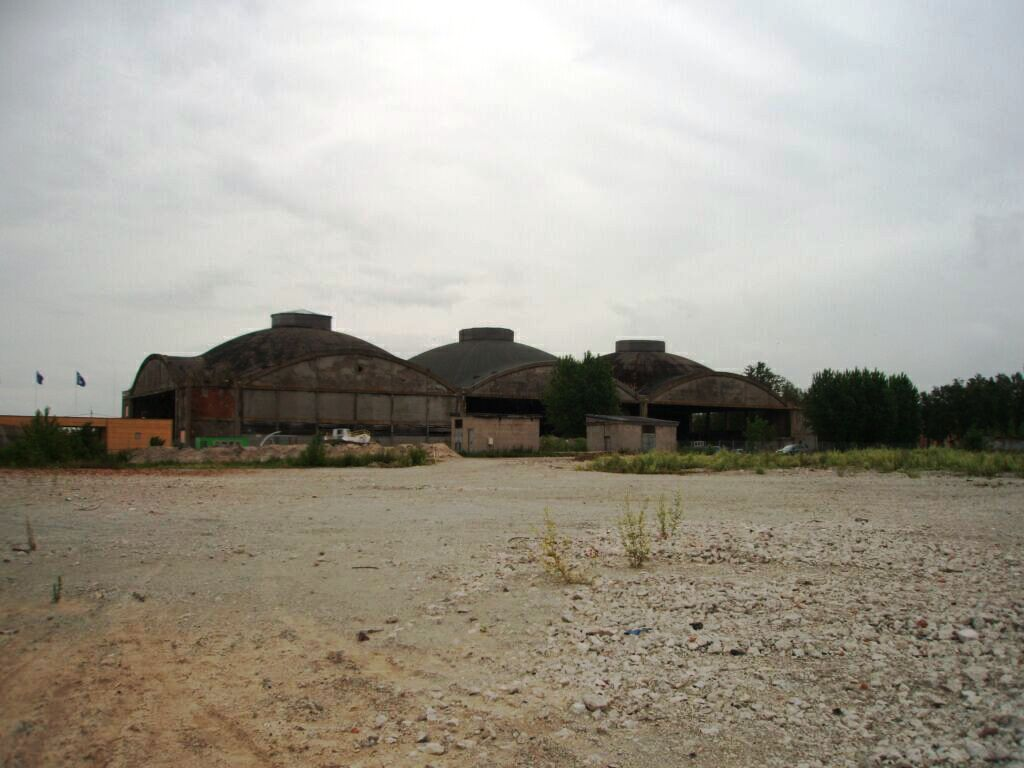
L'hangar idrovolanti prima del restauro